# Trung Thu
Das Trung-Thu-Fest (vietnamesisch Tết Trung Thu, Hán Nôm 節中秋) ist die in Vietnam gefeierte Variante des ostasiatischen Mondfestes, das nach dem chinesischen Mondkalender am Vollmondtag des 8. Mondmonats etwa Mitte bis Ende September stattfindet. Trung Thu bedeutet „Herbstmitte“.

## Abkunft
Nach vietnamesischer Überlieferung gilt der Herbst als die Zeit des weiblichen Prinzips des Mondes. In dieser Nacht wurde der Mond beobachtet und Prognosen zur künftigen Reisernte gestellt.

## Durchführung
Das Mondfest erfreut hauptsächlich die Kinderherzen, da sie an dem Tag mit ihren selbst gebastelten Laternen einen Festzug unternehmen können und Geschenke von der Verwandtschaft in Form von Spielzeug erhalten. Die Erwachsenen backen und servieren klebrige, gefüllte, runde Reiskuchen, die Mondkuchen (Bánh Trung Thu) genannt werden, in den Sorten Bánh dẻo und Bánh nướng. Traditionell wird in Vietnam das Trung Thu-Fest mit Drachentänzen (vietnm. múa lân) gefeiert. An diesem besonderen Tag werden Verwandte besucht und es werden Mondkuchen, Tee oder Wein verschenkt. Man erinnert sich auch an die Ahnen und verbrennt Spielgeld, um Glück und Reichtum zu symbolisieren.